# Dokumenteneinbringungsservice
Der Dokumenteneinbringungsservice (DES) ist ein Teil der „Verfahrensautomation Justiz“ (VJ) und bietet österreichischen Gerichten und Sachverständigen sowie Gerichtsdolmetschern eine moderne Kommunikationsmöglichkeit. Dadurch wird eine weitgehend papierlose Kommunikation ermöglicht.
Die Teilnahme am System ist derzeit (mit wenigen Ausnahmen) noch freiwillig.

## Datenanbindung
Voraussetzung für die Teilnahme am DES ist
- ein Internetanschluss (die Anmeldung erfolgt über eine gesicherte Verbindung),
- ein Kartenleser (für den Sachverständigenausweis / das elektronische Zertifikat[4]), und
- der Abschluss einer entsprechenden Vereinbarung mit einem geeigneten Unternehmen, das elektronische Zertifikate entgeltlich zur Verfügung stellt (Fa. A-Trust).

Das elektronische Zertifikat befindet sich auf dem Sachverständigenausweis, der jedem in Österreich bei Gericht zertifizierten und beeideten Sachverständigen zur Verfügung gestellt wird (siehe Muster).

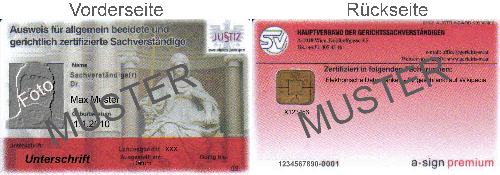
Sachverständigenausweis (Österreich) im Scheckkartenformat mit elektronischem Zertifikat

Es erfolgt für die Datenübertragung durch das elektronische Zertifikat lediglich der Login. Das Gutachten, die Übersetzung oder sonstige eingebrachte Dokumente sind nicht zusätzlich elektronisch zu signieren.
Nach der elektronischen Übermittlung des Dokuments wird dieses auf einem Server des österreichischen Bundesrechenzentrums (BRZ) abgelegt, ist anhand des zuvor eingegebenen Aktenzeichens identifizierbar und wird automatisch in das System „Verfahrensautomation Justiz“ übertragen. Der Nutzer erhält eine elektronische Sende-/Empfangsbestätigung. Mit der Übersendung der Dokumente auf den Server des Bundesrechenzentrums sind diese rechtsverbindlich eingebracht und sind alle damit verbundenen Fristen gewahrt. Nach dem Einlangen der Dokumente werden diese vom Gericht an die Parteienvertreter (z. B. Rechtsanwalt) elektronisch weitergeleitet (webERV).

## Dateiübermittlung
Als Dateien können ausschließlich PDF-Dokumente übermittelt werden. Diese müssen aus Sicherheitsgründen (Unveränderbarkeit) dem Standard PDF 1.4 (oder kleiner) oder PDF/A entsprechen. Ein Kennwortschutz oder sonstige Einschränkungen (z. B. hinsichtlich der Druckbarkeit) sind nicht zulässig. Die Dateigröße darf 10 MB nicht überschreiten.
Die Datenübermittlung erfolgt ausschließlich von den Nutzern an die zuständigen Gerichte. Der Datenaustausch unter den Nutzern selbst (wie bei webERV) ist nicht möglich.